# Luisa Gómez-Tortosa Navarro
Luisa Gómez-Tortosa Navarro (Novelda, 1892 - 1986) va ser una política i propagandista valenciana, dirigent d'Acció Catòlica que va fer nombroses donacions a l'Ajuntament de Novelda.

## Biografia
Nascuda en una família benestant de Novelda, posseïa nombroses propietats. Residia normalment a Madrid, tot i que passava temporades a Novelda. Va cursar estudis a l'Escola Social Femenina de l'Acció Catòlica de la Dona de Madrid, a l'Escola Social de Brussel·les i a París. Va viatjar a Bèlgica i a França per a conéixer el funcionament d'escoles socials femenines.
Va fundar el Sindicat d'Obreres de Novelda i va esdevenir una propagandista destacada del catolicisme social. El 1927 fou nomenada assessora del Consell Federal de la Confederació Nacional de Sindicats Obrers Femenins, amb María de Echarri.
Defensora de l'apostolat femení, fou presidenta de la Unió Diocesana de l'Acció Catòlica de la Dona de la diòcesi d'Oriola, entre 1934 i 1957, càrrecs que completarà amb els de vicepresidenta el 1934 i de presidenta entre 1936 i 1942 de la Confederació de Dones Catòliques d'Espanya, una destacada organització apostòlica de seglars, que va col·laborar estretament amb la jerarquia eclesiàstica.
Va fer donació a l'Ajuntament de Novelda d'una casa modernista per a arxiu municipal, entre altres propietats, i va cedir al bisbat d'Oriola un xalet que es va convertir en residència episcopal el 1925, després Institut Religió de Cultura Femenina (una residència femenina per a estudiants universitàries), en el solar del qual es troben en l'actualitat les oficines del bisbat Oriola-Alacant.